# Goverton
Goverton – wieś w Anglii, w hrabstwie Nottinghamshire, w dystrykcie Newark and Sherwood. Leży 16 km na północny wschód od miasta Nottingham i 180 km na północ od Londynu.